# Port de Saint-Pierre
Le port de Saint-Pierre est un petit port de pêche et de plaisance français situé près du centre-ville de Saint-Pierre, commune du sud-ouest de l'île de La Réunion.

## Histoire
Le port de Saint-Pierre est livré en 1882, quatre ans avant le port de la Pointe des Galets, dans le nord-ouest de l'île.

Son bassin de radoub est inscrit à l'inventaire supplémentaire des Monuments historiques depuis le 12 janvier 2006.

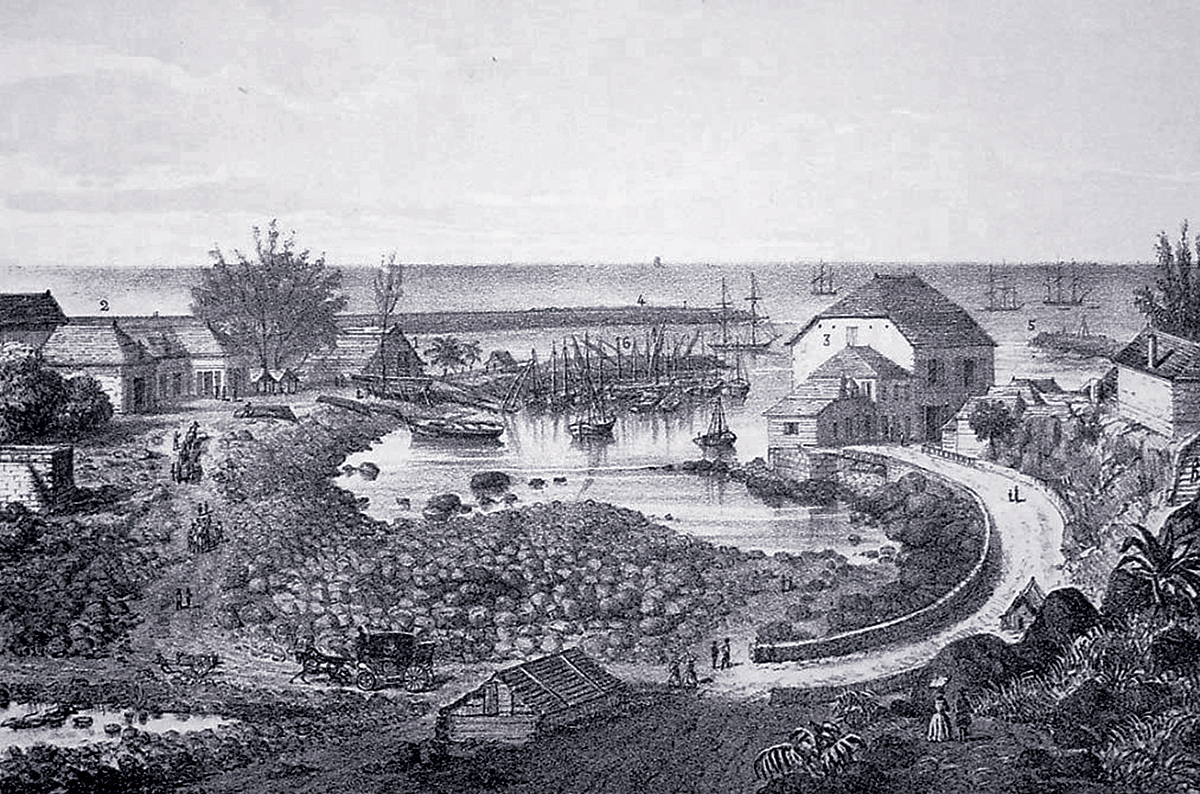
Travaux du port et entrepôt Kerveguen, par Antoine Louis Roussin, 1860.
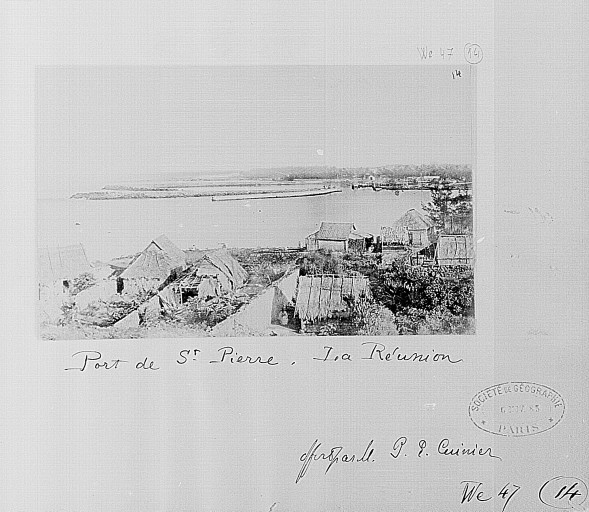
Le port peu après sa construction et avant 1885.